# Eichfeld
Eichfeld là một thị trấn trong huyện Radkersburg thuộc bang Steiermark in nước Áo. Đô thị Eichfeld có diện tích 17,98 km², dân số thời điểm cuối năm 2005 là 966 người.